# Charles-Pierre Girault-Duvivier
Charles-Pierre Girault-Duvivier (* 13. Juli 1765 in Paris; † 11. März 1832 ebenda) war ein französischer Grammatiker, Romanist und Kompilator.

## Leben und Werk
Girault-Duvivier war gelernter Jurist und nach der Revolution Bankier. Als Erzieher seiner Kinder kam er dazu, sich für die Grammatiken des 18. Jahrhunderts zu interessieren und daraus eine eigene Grammatik zusammenzustellen, die unter dem Titel Grammaire des grammaires, ou analyse raisonnée des meilleurs traités sur la grammaire française 1812 in Paris erschien und es bis zur 21. Auflage 1879 brachte. 

## Weitere Werke
- Traité des participes. Paris 1815.
- Encyclopédie élémentaire de l’antiquité, ou Origine, progrès, état de perfection des arts et des sciences chez les anciens, d’après les meilleurs écrivains, remarques critiques et littéraires. Paris 1829.